# Giam hãm (vật lý)
Trong vật lý, giam hãm hay chế ngự (tiếng Anh: confinement) là một hiện tượng mà ở đó các quark không thể được cô lập. Các quark có điện tích màu bị chế ngự cùng với các quark khác bởi tương tác mạnh để hình thành các cặp đôi hoặc cặp ba làm cho tổng điện tích màu là trung hòa. Lực ở giữa các quark tăng lên mỗi khi chúng được tách ra xa, vì vậy không thể phát hiện ra được một quark đơn lẻ trong tự nhiên hay trong các thí nghiệm.
Việc các quark bị chế ngự vẫn chưa được chứng minh rõ ràng, chưa có một chứng minh toán học nào chỉ ra rằng các thuyết sắc động lực học lượng tử phải gắn liền với tính chế ngự, nhưng trực giác chỉ ra rằng tính chế ngự là do lực mang các gluon có điện tích màu. Giống như việc các hạt điện tích mỗi khi tách xa nhau, điện trường giữa chúng giảm xuống một cách nhanh chóng, cho phép các electron ra khỏi hạt nhân. Tuy nhiên, mỗi khi 2 hạt quark được tách ra, các trường gluon hình thành các ống nhỏ (hay các dây) của điện tích màu. Do vậy lực tạo bởi 2 hạt quark này trở nên lớn hơn mỗi khi chúng được tách ra xa. Do năng lượng lớn bằng lực nhân với khoảng cách, nên tổng năng lượng tăng một cách tuyến tính với khoảng cách.
Khi 2 quark được tách ra xa, như nó từng xảy ra ở các va chạm trong các máy gia tốc hạt, tại một số thời điểm năng lượng của nó lớn đủ để thuận lợi cho việc tạo ra các cặp quark/phản quark "hiện" ra từ chân không hơn là làm cho các quark này tách ra xa nhau. Hậu quả của sự kiện này là khi các quark được tạo ra trong mộ máy gia tốc, thay vì nhìn thấy các quark ở trạng thái đơn, các nhà vật lý lại phát hiện thấy rất nhiều các hạt mang điện tích màu trung hòa (meson và baryon), dính lại với nhau. Quá trình này được gọi là hadron hóa, là một trong những vấn đề mà các nhà vật lý hạt cảm thấy khó hiểu nhất.
Pha chế ngự thường được định nghĩa bởi sự hoạt động của vòng Wilson, là đường mà cặp quark-phản quark vạch ra trong không-thời gian, xuất hiện ở một điểm và tan biến ở một điểm khác. Trong lý thuyết không chế ngự, hoạt động của một vòng như vậy tỷ lệ thuận với chu vi của nó. Tuy nhiên, trong một thuyết chế ngự hoạt động của vòng này lại tỷ lệ thuận với diện tích của nó. Do diện tích luôn tỉ lệ thuận với quá trình tách rời của cặp quark-phản quark, các quark tự do đã bị trấn áp.
Bên cạnh mô hình QCD ở không gian 4 chiều, một mô hình có tính chế ngự khác là mô hình Schwinger.
Lý thuyết compact Abelian gauge lại miêu tả tính chế ngự này ở không-thời gian 2 và 3 chiều.